# Edwin Abbott Abbott
Edwin Abbott Abbott (20. prosince 1838, Marylebone, Spojené království – 12. října 1926, Londýn, Spojené království) byl anglický učitel, spisovatel a teolog, znám je především jako autor novely Plochozemě (1884).

## Život
Edwin Abbott Abbott byl nejstarším synem Edwina Abbotta (1808–1882), ředitele Philological School na Marylebone Road, a jeho manželky Jane Abbottové (1806–1882). Edwin Abbott a Joan Abbottová byli bratranec a sestřenice z prvního kolene.
Edwin Abbott Abbott studoval na City of London School a St John's College při Univerzitě v Cambridgi, kde získal nejvyšší možné vyznamenání v oborech klasická studia, matematika a teologie a stal se členem správní rady své koleje. V roce 1862 byl vysvěcen na kněze a roku 1865, poté co působil jako ředitel na King Edward's School v Birminghamu, vystřídal v raném věku šestadvaceti let G. F. Mortimera na pozici ředitele City of London School. Zde měl na starosti vzdělávání budoucího ministerského předsedy H. H. Asquitha.
V roce 1876 byla Abbottovi svěřena povinnost přednést jednu z takzvaných Hulsean Lectures, přednášek zahájených roku 1820 na Univerzitě v Cambridgi a majících za cíl „předkládat důkazy zjeveného náboženství, pravdivosti a výjimečnosti křesťanství, proroctví a zázraků, uvádět přímé či nepřímé argumenty na podporu těchto, a konečně zabývat se náročnějšími texty nebo méně známými částmi Písma svatého“. Roku 1889 odešel na odpočinek a začal se věnovat svým literárním a teologickým zájmům.

## Dílo
Abbottovy liberální teologické sklony se projevovaly jak v jeho názorech na vzdělávání, tak v jeho knihách. Jeho Shakesperian Grammar (1870) představovala neocenitelný přínos pro anglickou filologii. Roku 1885 publikoval životopis Francise Bacona. Mezi jeho teologické spisy patří tři anonymně vydané náboženské romány - Philochristus (1878), v němž se Abbott snažil vzbudit zájem o četbu evangelií, Onesimus (1882) a Silanus the Christian (1908).
O něco zásadnější dílo představuje anonymní teologická diskuze The Kernel and the Husk (1886), Philomythus (1891), kniha The Anglican Career of Cardinal Newman (1892) a článek The Gospels zveřejněný v devátém vydání Encyclopædie Britannicy. Kritické názory, které Abbott v textu vyjádřil, vyvolaly v anglickém teologickém prostředí značný rozruch. Mimo to napsal St Thomas of Canterbury, his Death and Miracles (1898), Johannine Vocabulary (1905) a Johannine Grammar (1906).
Abbott byl také autorem vzdělávacích učebnic, mimo jiné učebnice latiny vydané v roce 1989 pod názvem Via Latina: First Latin Book, jež se v rámci britského vzdělávacího systému používala po celém světě.

### Plochozemě
Abbottovým nejznámějším dílem je novela z roku 1884 Plochozemě – Román mnoha rozměrů (Flatland - A Romance of Many Dimensions), která pojednává o dvourozměrném světě a zabývá se podstatou dimenzí. Bývá často zařazována do kategorie science fiction, lépe ji ale vystihuje označení „matematická fikce“. Popularita Plochozemě vzrostla s příchodem moderní science fiction v padesátých letech dvacátého století, a to především mezi fanoušky science fiction a kyberpunku. Novela inspirovala vznik mnoha dalších děl, včetně knižních pokračování a krátkometrážních snímků.
Tento román byl v roce 2013 přeložen do češtiny, tedy po 129 letech.